# Ильятенко (муниципалитет)
Ильятенко (исп. Iliatenco) — муниципалитет в Мексике, входит в штат Герреро. Население 10 039 человек.
Центр - город Ильятенко.

## История
Основан в 2005 году .